# Elegant Gothic Lolita
El Elegant Gothic Lolita (EGL) es una línea de ropa del estilo de la Moda lolita creada por el músico y diseñador de moda japonés Mana para su tienda Moi-même-Moitié, con sucursales en Shinjuku y Nagoya, Japón y también en línea a través de CDJapan.
A menudo se confunde el término en occidente con el de la Moda Lolita y Gothic Lolita. El nombre "EGL" aplica solo a la línea de ropa de Moi-même-Moitié enfocada en el estilo Gotic Lolita, una submoda de la Moda Lolita.
El estilo de la línea es considerado dentro de la moda Lolita, la cual se basa en la estética de la moda victoriana en mujeres jóvenes. Debido a que se utiliza principalmente los colores blanco y negro, es generalmente utilizada en la moda Gothic Lolita.
El EGL abarca la mitad de la línea de moda de Moi-même-Moitié, la otra mitad es conocida como EGA, o Elegant Gothic Aristocrat, que se diferencia del EGL en ser una línea de moda andrógina que está enfocada tanto a mujeres como hombres, siendo considerada la contraparte madura del EGL.